# Photographing Fairies
Photographing Fairies är en brittisk fantasyfilm från 1997 i regi av Nick Willing. Filmen är inspirerad av händelserna kring fotografierna på Cottingley Fairies i England under 1910-talet.

## Handling
Charles Castle förlorar sin unga fru, och i sin sorg ger han sig ut på en resa in i det okända, en värld av parapsykologi, hallucinationer och älvor. 
Han kontaktas av Beatrice Templeton, vars döttrar Clara och Ana säger sig leka med älvor, Beatrice har ett fotografi på detta som hon vill att Charles ska granska. 
Charles är minst sagt skeptisk och motsätter sig alla former av tecken på att det är en älva han ser. Men snart fångas han i jakten på ett svar om det verkligen finns något bortom det vi ser med blotta ögat. 

## Rollista i urval
- Toby Stephens - Charles Castle, fotograf
- Emily Woof - Linda, Nanny hos Templetons
- Frances Barber - Beatrice Templeton, gift med Nicholas
- Phil Davis - Roy
- Ben Kingsley - Nicholas Templeton, präst
- Rachel Shelley - Anna-Marie Castle, Charles fästmö
- Edward Hardwicke - Sir Arthur Conan Doyle
- Hannah Bould - Clara Templeton, dotter till Nicholas och Beatrice
- Miriam Grant - Ana Templeton, dotter till Nicholas och Beatrice

## Musik i filmen (i urval)
- Symfoni nr 7 i A-dur, Op. 92, II. Allegretto,  Musik: Ludwig van Beethoven, framförd av The Philharmonia Orchestra